# Mario Kart DS
Mario Kart DS är det femte spelet i Mario Kart-serien, utvecklad av Nintendo. Spelet släpptes i november 2005 till den portabla spelkonsolen Nintendo DS.

## Spellägen
- Grand Prix - cuper uppdelade på fyra banor, vilka körs mot datorn.
- Missions - utmaningar. Nivåerna innehåller åtta banor, vilken den sista är en bossbana.
- Time Trials - kör på tid utan motståndare.
- VS - spela trådlöst mot andra.
- Battle - uppdelade på Balloon Battle och Shine Runners.

### Spelsätt
- Single Player - en spelare spelar ensam mot datorn.
- Multiplayer - spela trådlöst mot andra spelare i närheten.
- Nintendo Wi-Fi Connection - spela mot andra över internet.

## Spelbara figurer
- Mario
- Luigi
- Peach
- Yoshi
- Toad
- Donkey Kong
- Wario
- Bowser
- Daisy (upplåsbar)
- Dry Bones (upplåsbar)
- Waluigi (upplåsbar)
- R.O.B. (upplåsbar)

## Cuper

### Nitro GP

#### Mushroom Cup
- Figure-8 Circuit
- Yoshi Falls
- Cheep Cheep Beach
- Luigi's Mansion

#### Flower Cup
- Desert Hills
- Delfino Square
- Waluigi Pinball
- Shroom Ridge

#### Star Cup
- DK Pass
- Tick-Tock Clock
- Mario Circuit
- Airship Fortress

#### Special Cup
- Wario Stadium
- Peach Gardens
- Bowsers Castle
- Rainbow Road

### Retro Cup

#### Shell Cup
- Mario Circuit 1 (Super Mario Kart)
- Moo Moo Farm (Mario Kart 64)
- Peach Circuit (Mario Kart: Super Circuit)
- Luigi Circuit (Mario Kart: Double Dash!!)

#### Banana Cup
- Donut Plains 1 (Super Mario Kart)
- Frappe Snowland (Mario Kart 64)
- Bowsers Castle 2 (Mario Kart: Super Circuit)
- Baby Park (Mario Kart: Double Dash!!)

#### Leaf Cup
- Koopa Beach 2 (Super Mario Kart)
- Choco Mountain (Mario Kart 64)
- Luigi Circuit (Mario Kart: Super Circuit)
- Mushroom Bridge (Mario Kart: Double Dash!!)

#### Lighting Cup
- Choco Island 2 (Super Mario Kart)
- Banshee Boardwalk (Mario Kart 64)
- Sky Garden (Mario Kart: Super Circuit)
- Yoshi Circuit (Mario Kart: Double Dash!!)